# Königlich Preußische Eisengießerei
Die Königlich Preußische Eisengießerei (KPE) war ein im Auftrag des Preußischen Staates von Friedrich Wilhelm Graf von Reden (1752–1815) gegründeter Staatsbetrieb mit zwei Betriebsteilen, dem älteren, ab 1796 in Gleiwitz und dem jüngeren ab 1804 in Berlin. Beide Betriebsteile wurden am Ende des 19. Jahrhunderts aufgelöst.

## Geschichte

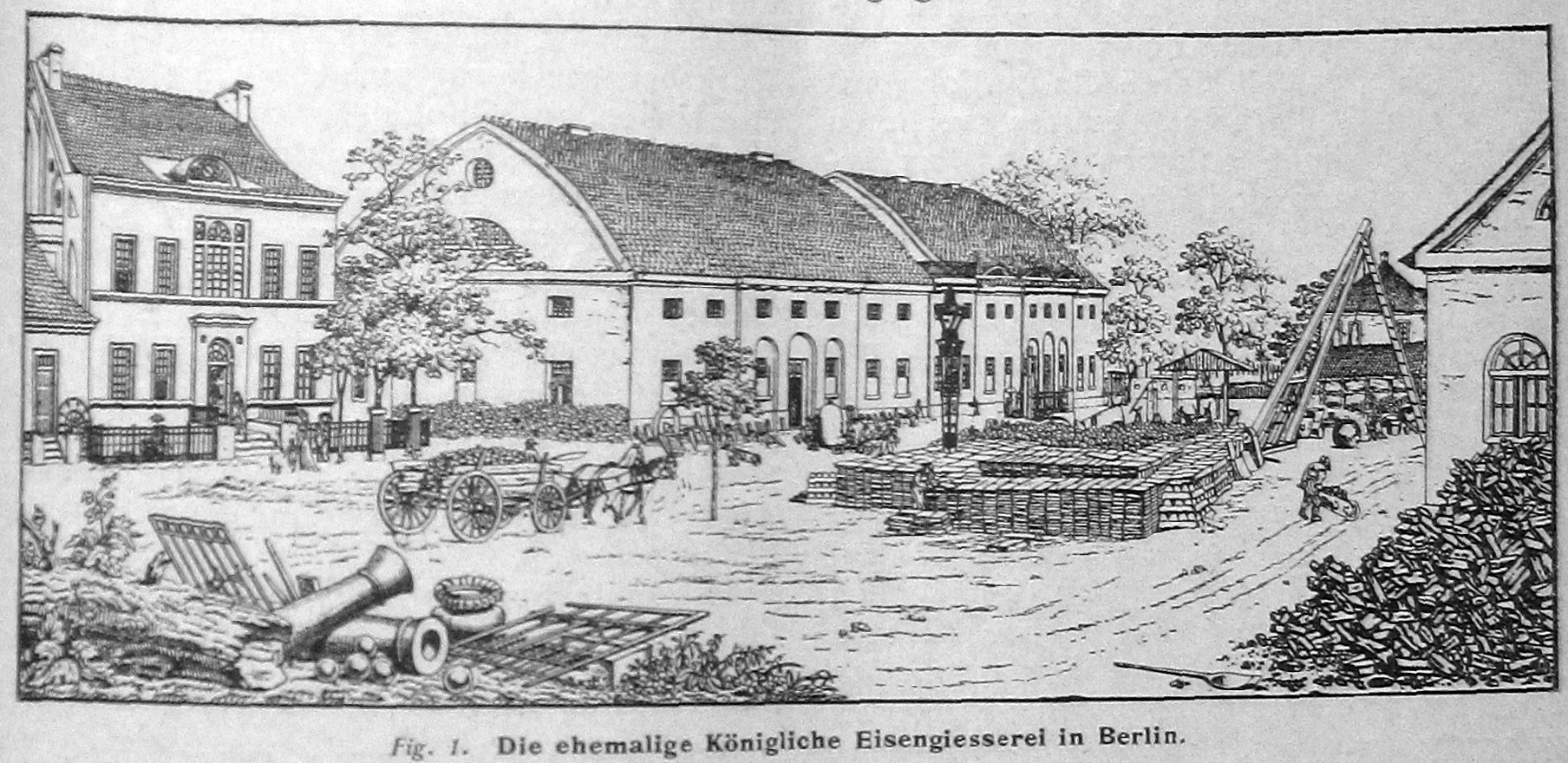
Ansicht der Königlichen Eisengießerei Berlin

Zur Errichtung einer staatseigenen Eisengießerei nach dem Vorbild der ersten preußischen Eisengießerei erwarb Preußen 1803 die Schleif- und Poliermühle an der Panke auf einer Fläche vor dem Oranienburger Thor. Mit der folgenden Anlage und Bezeichnung von Straßen trug die Manufaktur dann die Adresse Invalidenstraße 92, heute Nummer 43 nahe der Chausseestraße. Zur Einrichtung der neuen Eisengießerei berief Graf von Reden Johann Friedrich Krigar und Wilhelm August Stilarsky nach Berlin. 
In dieser Königlichen Eisengießerei Berlin gingen 1804 zwei Tiegelöfen und ein Cupolofen in Betrieb. Im gleichen Jahr wurden Gusswaren (ausschließlich Kleinteile) im Gewicht von 384,5 kg gegossen. Im Folgejahr stieg die Produktion bereits auf 771,5 kg, die Zahl der Arbeiter stieg von 6 auf 24. Neben Eisernen Kreuzen wurden unter anderem Gewichte, Röhren, Walzen, Pochstempel, Kessel und Ketten, Brücken, Kriegsgerät, Denkmäler sowie auch die beiden ersten deutschen Dampflokomotiven hergestellt. Ab 1822 wurde bis 1838 auch in Bronze und ab 1833 in Zink gegossen. In den nachfolgenden Jahrzehnten entstand in der Nachbarschaft das Fabrikviertel Feuerland.

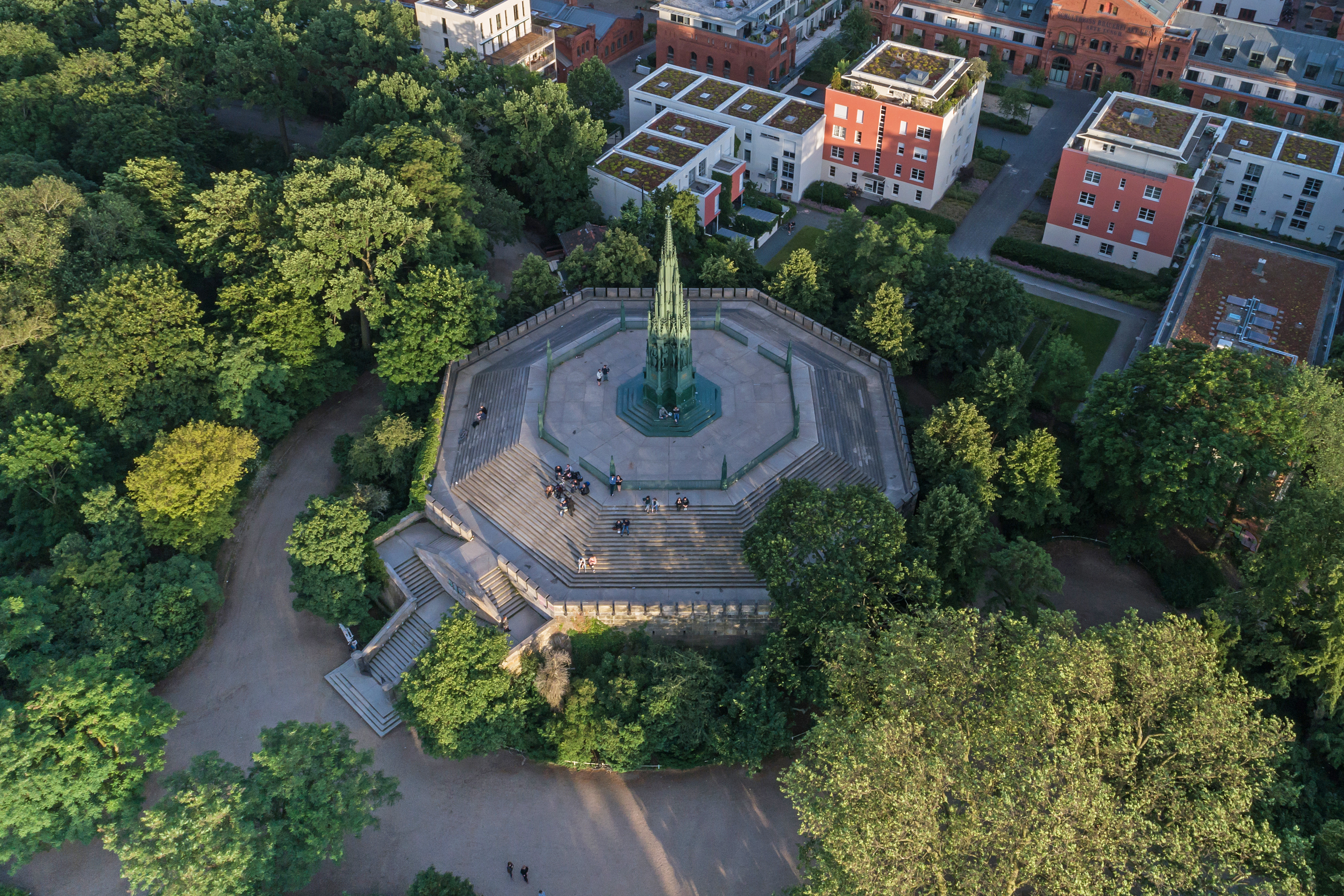
Nationaldenkmal auf dem Kreuzberg von 1821

Die von der KPE gegossenen Denkmäler waren beispielsweise das Nationaldenkmal für die Befreiungskriege auf dem Kreuzberg von Karl Friedrich Schinkel und das Grabdenkmal für Gerhard von Scharnhorst, geplant von Schinkel mit einem eisernen Löwen von Christian Daniel Rauch. Auch die noch heute regelmäßig auf den historischen Friedhöfen Berlins zu findenden Grabkreuze stammen aus dieser Eisengießerei. Für all diese Kunstobjekte etablierte sich im 19. Jahrhundert weit über Berlin hinaus der Begriff Fer de Berlin.
Dampfwagen

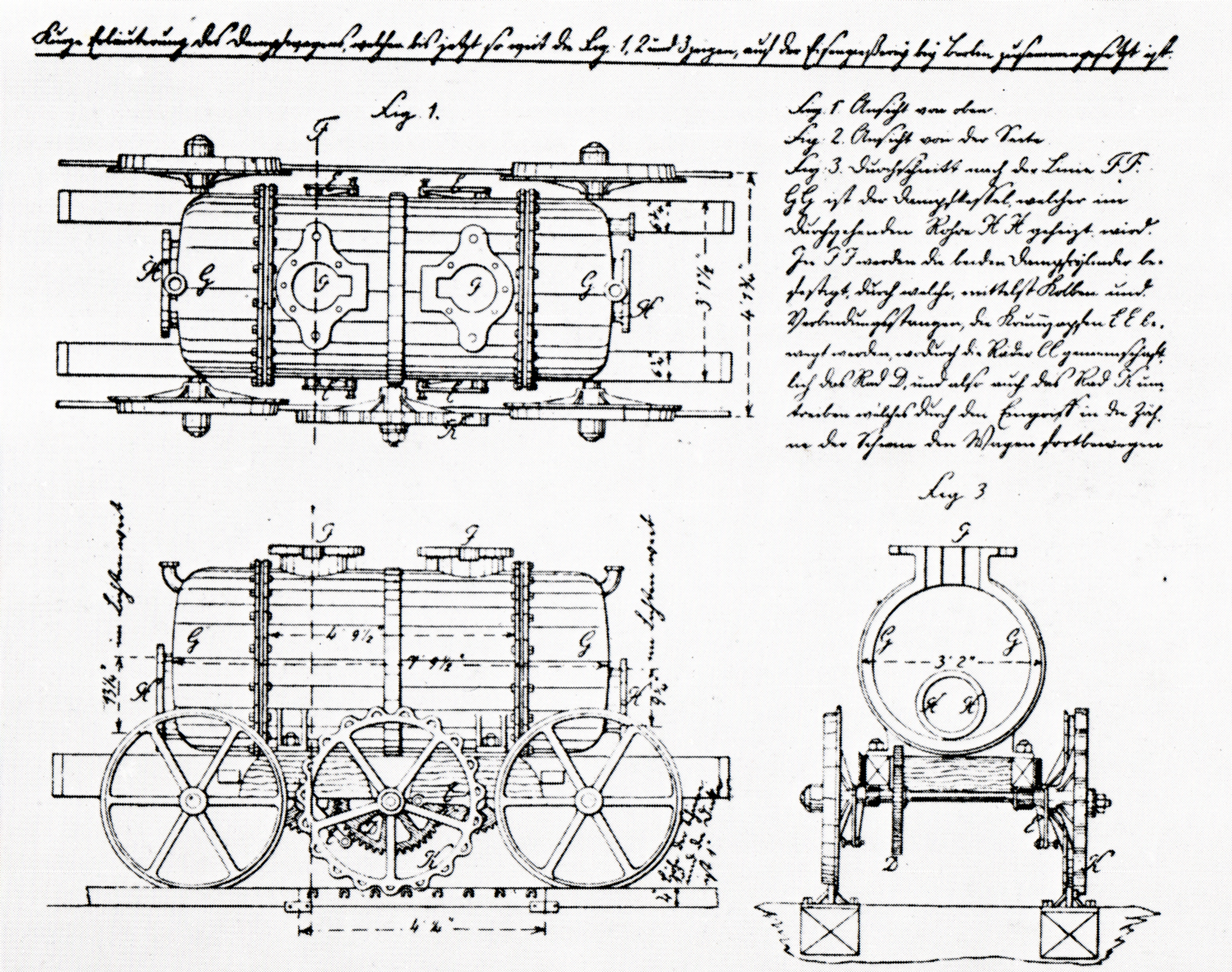
Werkszeichnung des zweiten Dampfwagens

Johann Friedrich Krigar baute hier 1815 eine Kopie der Dampflokomotive von John Blenkinsop für die Königshütte in Oberschlesien. Bei der Ankunft am 23. Oktober 1816 der in Einzelteilen nach Gleiwitz gelieferten Maschine stellte sich heraus, dass die Spurweite nicht zu dem Einsatzgleis passte. Außerdem erwies sich die Dampfkraft für den Bahneinsatz als zu schwach. Auch nach einem Umbau zeigte eine Fahrt auf einer Versuchsstrecke keine überzeugenden Ergebnisse. Die Maschine wurde dann als stationäre Dampfmaschine bei einer Zinkhütte verwendet. Eine zweite, größere Lok wurde für das Saarland 1817 fertiggestellt und im Februar 1819 auf dem Wasserweg über Hamburg und Amsterdam nach Völklingen geliefert. Auch sie erfüllte trotz einiger Verbesserungen und Probefahrten die Einsatzerwartungen nicht.

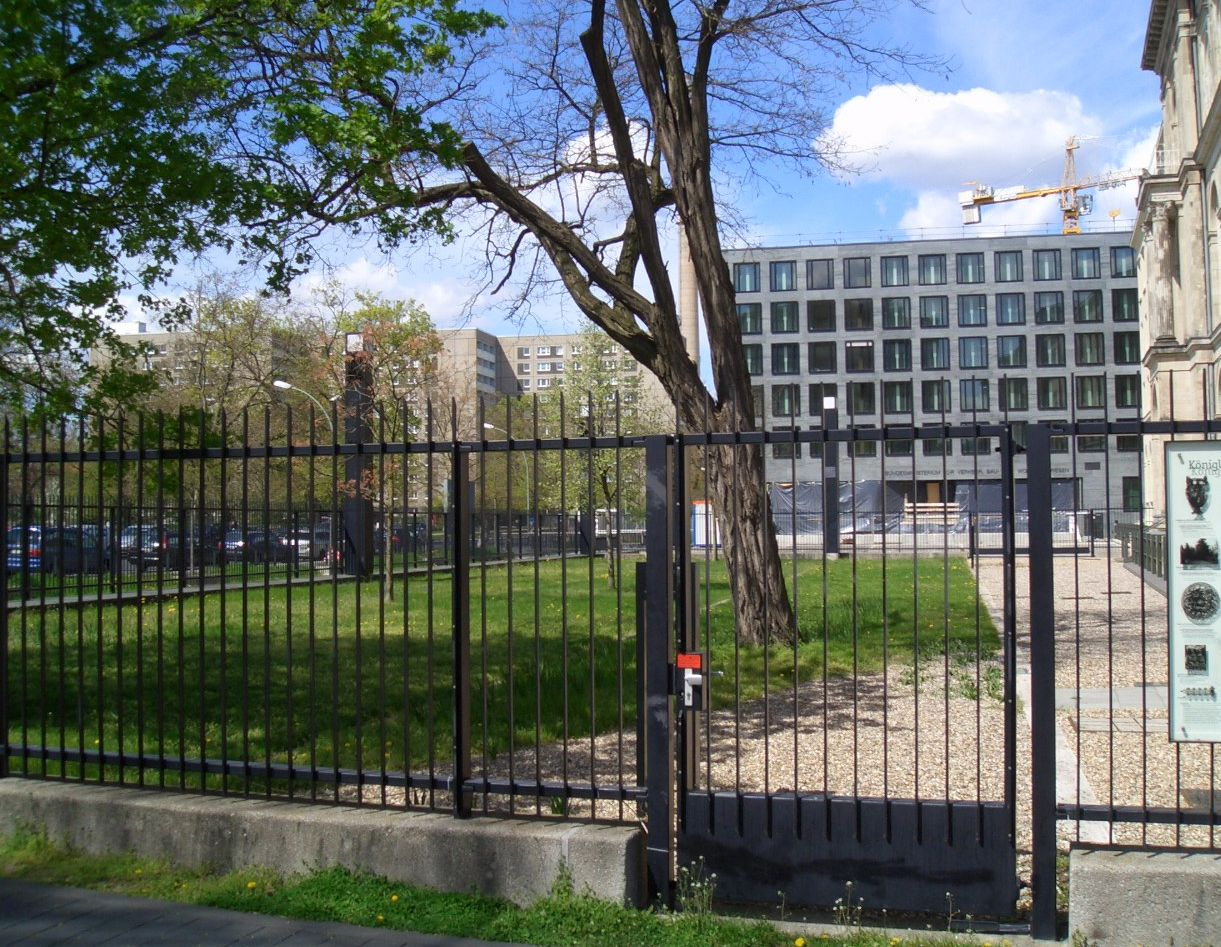
Invalidenstraße 43 heute, rechts eine Gedenktafel

Die Gießerei war bis 1874 im Betrieb, der letzte Guss erfolgte am 5. Januar. Das Gelände an der Invalidenstraße 43 und 44 fiel nach Auflösung der Gesellschaft im Jahr 1878 an die Preußische Geologische Landesanstalt. Für diese Staatseinrichtung entstand ein monumentaler mehrflügeliger Neubau, der später mehrfach weitere Nutzer erhielt: in der DDR-Zeit befand sich im Südflügel das Ministerium für Geologie, im Haupttrakt kam das Naturkundemuseum unter (1889 eröffnet). Nach der Wende und dem Berlin/Bonn-Gesetz zum Regierungsumzug wurde der Südflügel umgebaut und ist ein Teil des Bundesverkehrsministeriums.